# Giovanni Malagò
Giovanni Malagò (né le 13 mars 1959 à Rome) est un entrepreneur, un dirigeant sportif, président du Comité national olympique italien (CONI) depuis le 19 février 2013 et membre du Comité international olympique depuis octobre 2018, à titre individuel.
Le 26 juin 2025 il passe le charge au canoiste Luciano Buonfiglio.